# Castello di Venere
Il castello di Venere è un castello di fattura normanna del XII secolo che sorge su una rupe isolata nell'angolo sud-orientale della vetta del Monte Erice, in provincia di Trapani, costruito sulle rovine di un tempio elimo-fenicio-romano. Al suo fianco vi sono le Torri del castello del Balio.

## Storia

### Il tempio di Venere Ericina
A Erice nell'antichissimo santuario, il culto della divinità femminile della fecondità assunse, con il passare dei secoli e dei popoli, nomi diversi. Prima il culto fenicio della dea Astarte, adorata dagli Elimi. Diodoro Siculo scrisse che "Erice", figlio di Bute e di Afrodite stessa, aveva eretto il tempio dedicato alla propria madre e fondato la città. Poi narra l'arrivo di Liparo, figlio di Ausonio, alle Isole Eolie (V, 6,7), aggiungendo che i Sicani "abitavano le alte vette dei monti e adoravano Venere Ericina". Fu saccheggiato da Amilcare Barca.

### La fortezza normanna

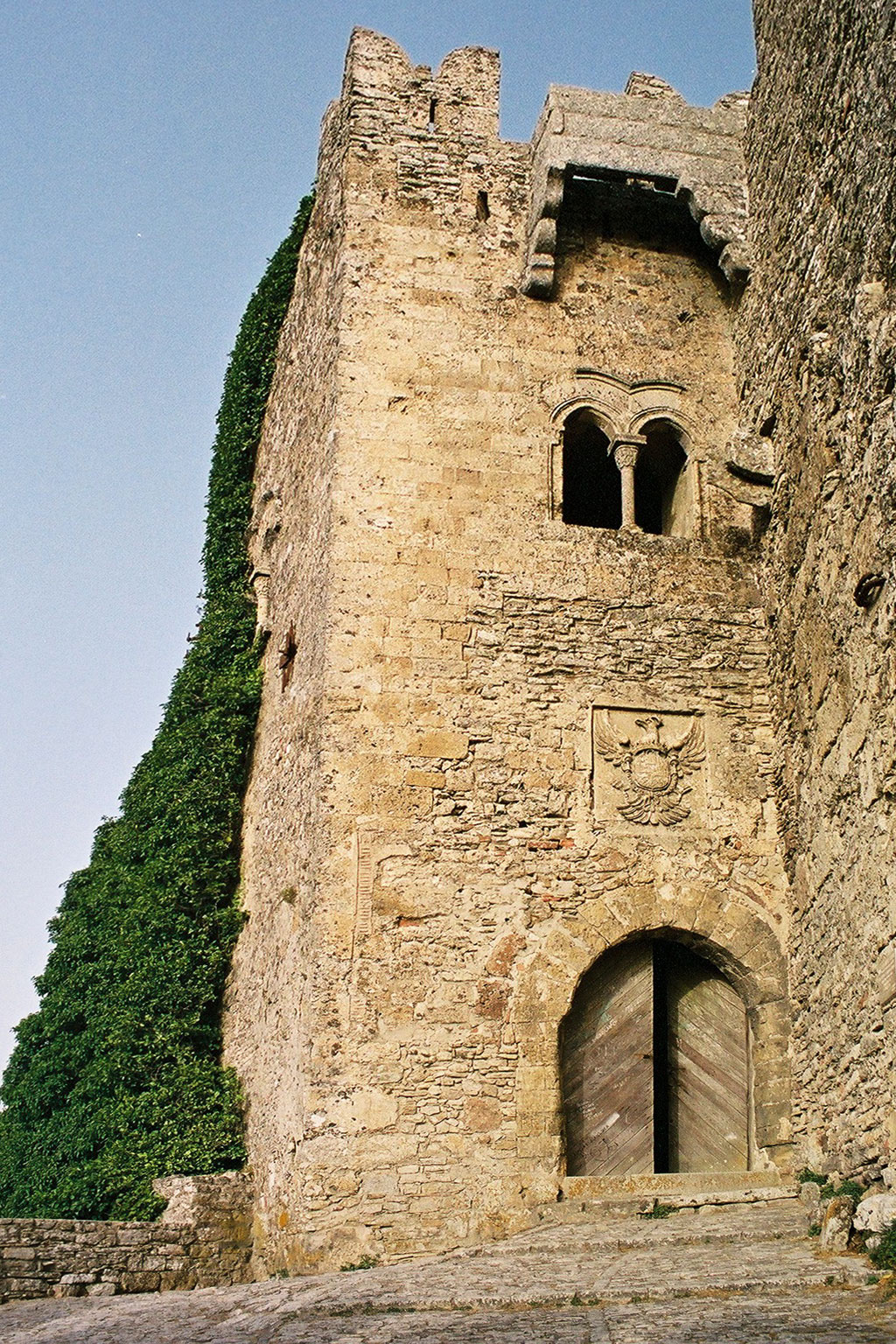
Particolare della torre d'ingresso

È stato già detto che il tempio stesso era circondato da fortificazioni, in modo da costituire una cittadella, ben distinta dalla città sottostante.
Nell’alto medioevo gran parte dei resti del santuario erano andati perduti, e nell’area venne edificata una piccola chiesa dedicata a Santa Maria della Neve, in concomitanza con la costruzione del castello da parte dei Normanni (fine XI-XII sec.). Due torri erano collegate al castello tramite ponte levatoio.
La fortezza fu chiamata appunto Castello di Venere; una piccola parte delle costruzioni è tutto ciò che resta dell'antico edificio, ma alcune colonne di granito fine, ancora esistenti in altre parti della città, sono senza dubbio appartenute originariamente al tempio. 
Per la costruzione furono utilizzati anche frammenti dell'antichissimo santuario, e del tempio di epoca romana.
La fortezza fu "piazza reale" per i viceré aragonesi e gli Asburgo di Spagna fino al XVI secolo. Con i Borbone divenne carcere. Nei primi decenni del XIX secolo passò al comune, che alla fine del secolo lo diede in concessione al conte Agostino Pepoli in cambio di un restauro delle Torri del Balio.
Furono effettuati degli scavi archeologici, alla ricerca del tempio, dal Cultrera nel 1934-36. Gran parte dei ritrovamenti sono conservati nel Museo Pepoli di Trapani.

## Architettura
Il castello era collegato al resto della vetta da un ponte levatoio, successivamente sostituito dall'attuale gradinata. La facciata del castello, volta ad occidente, è sovrastata da merli guelfi, e il muro del complesso segue, con rientranze e sporgenze il contorno della rupe. È osservabile l'imboccatura di una galleria segreta, che era sotterranea rispetto agli edifici scomparsi e conduceva fuori dal castello. Nella ripida parete rocciosa, a tramontana, si innalza un muro, attribuito a Dedalo, composto di dodici filari orizzontali di pietre pulitamente squadrate e sovrapposte ad opus rectum.